# WWE '13
WWE '13 est un jeu vidéo de catch développé par Yuke's et publié par THQ sur PlayStation 3, Wii et Xbox 360. Le jeu est le deuxième titre de la série des jeux vidéo WWE et le quinzième de toutes les séries confondues. Suite de WWE '12, il est commercialisé depuis le 30 octobre 2012 en Amérique du Nord et le 2 novembre 2012 en Europe.

## Système de jeu
Les OMG Moments (officiellement intitulés spectacular moments ou encore environmental finishers) constituent une nouvelle fonctionnalité consistant à produire au cours d'un match des évènements spectaculaires tels que la destruction du ring avec des catcheurs "super-heavyweight", d'une suplex du haut du coin vers l'exterieur du ring, des barricades de sécurité, des tables de commentateurs et la possibilité de contrer une prise en plein air avec une prise de finition. Le mode Road To Wrestlemania habituel du jeu a été retiré afin d'être remplacé par le mode « Attitude Era ». Comme son nom l'indique, celui-ci permet aux joueurs de suivre l'une des ères les plus appréciées de la WWE (WWF à l'époque) en compagnie de huit des plus grandes stars de cette période.
Le match Special Guest Referee et l'Inferno Match ont fait leur retour dans WWE '13. Également, l'I Quit Match ainsi que le tournoi King of the Ring sont réintroduis dans le jeu.C'est également le dernier jeu à exposer Beth Phoenix, Kharma, Eve Torres et Kelly Kelly  c'est également le premier jeu de la WWE à exposer AJ Lee en DLC.

## Développement
En février 2012, la légende de la WWE Road Dogg confirme que son personnage serait en vedette dans le jeu avec son ancien partenaire tag team, Billy Gunn. L'ancienne WWE Superstar, X-Pac, annonce sur son compte Twitter qu'il voulait être dans le jeu, où il a ensuite confirmé qu'il avait été approché par l'éditeur THQ lui-même.
En mars, WWE '13 a été officiellement confirmé comme étant en développement. Ce même mois, il a également été confirmé que Jim Ross serait aux commentaires des matches aux côtés de Jerry Lawler et Michael Cole. Le 19 juin, la WWE a officiellement posté sur leur site web que Mike Tyson sera en vedette dans le jeu et disponible en pré-commande. Tyson a été impliqué dans l'Ère Attitude via le match Steve Austin contre Shawn Michaels à WrestleMania XIV où il était l'arbitre spécial et s'est retourné contre Michaels, faisant gagner le WWF Championship à Austin. L'édition du 28 mai de WWE Raw, lors d'un segment présenté par John Laurinaitis et CM Punk, Laurinaitis annonce que le jeu sera commercialisé prochainement le 30 octobre 2012 tandis que Punk révélait la couverture officielle de WWE '13.
Le 16 juillet, THQ relève l'édition spéciale "Austin 3:16" disponible en pré-vente en Amérique du Nord et en Europe,,.
Lors du 1000e épisode de Raw, un gameplay avec John Cena contre Stone Cold Steve Austin a été diffusé. The Great Khali fait son retour après avoir été absent dans WWE SmackDown vs. Raw 2011 et WWE '12.

### Nouveautés notables
THQ inclut un nouveau système audio exclusif nommé le WWE Live, ce nouveau système donne au joueur l'impression d'être dans un vrai show WWE grâce à des modifications significatives concernant les matchs et leur public. Les effets sonores, les commentaires et les réactions du public ont été améliorés. Deux types de public ont été inclus, un pour les arènes actuelles (avec des t-shirts CM Punk, Sin Cara, John Cena, etc.) et un pour les arènes Attitude Era (avec des t-shirts Steve Austin, The Rock, DX, etc.)[réf. nécessaire].
Au niveau des matchs également de grosses nouveautés ont été incluses. Trois types de matchs sont disponibles incluant Normal (match normal), Rapide (match dans lequel l'adversaire s'affaiblit rapidement) et Epic (match dans lequel l'adversaire est très résistant).

### ModeAttitude Era
Le mode Road to Wrestlemania, connu dans les précédents jeux, est désormais remplacé par le mode Attitude Era, qui fonctionne comme un mode carrière, ou saison, pour le jeu. Il permet au joueur de revivre la WWE (alors World Wresling Federation ou WWF) des années 1990, où la fédération luttait contre la World Championship Wrestling (WCW), qui montait en puissance. 
Pour que le joueur ressente toute la magie de cet âge d'or du catch, 35 catcheurs sont présentés dans ce mode, et au moins 60 cinématiques détaillent les différents aspects et particularités de l'Attitude Era. Pour que tous puissent comprendre les storylines, les contextes des matches et autres rivalités, THQ a travaillé avec des éditeurs de la WWE pour ajouter 20 vidéos les détaillant.
Le joueur joue le côté de la WWF quand elle perdait en termes d'audience face à la WCW. Il peut vivre la fulgurante remontée de la fédération, et réaliser comment elle devenue, au fil des années, le mastodonte du monde du catch. Les plus petits détails ont été reproduis pour vivre au mieux l'Attitude Era, tels que les entrées des catcheurs, les arènes et même les graphismes des télévisions de l'époque,. En plus de cela, progresser tout au long de ce mode permet de débloquer plus de 100 bonus déverrouillables. Au niveau des commentaires, Jerry Lawler sera aux côtés de Jim Ross, qui est un commentateur spécifique au mode Attitude Era. Dans les autres modes de jeu, c'est Michael Cole qui remplacera Jim Ross.
Avec une saison composée de 65 matches se déroulant sur 2 ans, ce mode permet au joueur de jouer à de nombreuses storylines. Lorsque l'une de ces dernières est complétée, le joueur prend les commandes d'une autre superstar, d'une autre storyline. Il en existe huit :
Rise of DX (La montée en puissance de la D-Generation X) ; Austin 3:16 (pour incarner l'emblème de l'Attitude Era, Stone Cold Steve Austin) ; les Brothers of Destruction (pour revivre les débuts de l'équipe composée de l'Undertaker et de Kane) ; The Great One (pour suivre le passé de The Rock) ; Mankind (la storyline permettant d'incarner Mick Foley des années 1990) ; et enfin WrestleMania XV. En synchronisation avec les vidéos incluses dans le jeu, le joueur ne peut pas vivre chaque match de la rivalité entre The Rock et Stone Cold, mais pourra la comprendre et jouer les matches reconnus comme les plus importants.

### Mode Univers 3.0
Le mode Univers fait son retour dans WWE' 13 et a été beaucoup amélioré. Le joueur peut désormais créer ses propres shows ainsi que les déplacer entre le lundi et le samedi et choisir leur type : soit majeur (avec championnats) ou mineur (sans championnat). Le joueur a aussi la possibilité de créer plusieurs pay-per-views dans le même mois mais seulement le dimanche (4 par mois au maximum). Il y a aussi un mode statistique qui permet au joueur de visualiser les records des pay-per-views ainsi que l'historique de chaque championnat. Mais la grande nouveauté de ce mode consiste à faire des choix à la fin d'un match (par exemple si vous gagnez un match par équipe, vous pourrez décider de trahir un coéquipier ou pas). THQ a amélioré le mode Univers à partir des idées de Paul Heyman qui travaille à la WWE. Les ceintures du jeu peuvent aussi être personnalisées grâce au Championship Editor, ainsi que surnommées.

### Modes de création
Les modes de créations font leur retour dans WWE '13 et sont les suivants :
- Créer une Superstar/Diva : ce mode permet de créer ses propres catcheurs et ses propres divas. Il y a de nouveaux accessoires par rapport à WWE'12 mais la grosse nouveauté du mode est l'ajout de couches de personnalisation sur PlayStation 3, (on passe de 48 à 64) permettant ainsi au joueur d'ajouter des éléments afin d'habiller sa superstar, comme sur XBOX 360
- Créer un Finisher : Ce mode permet de créer son propre finisher selon 3 positions (prise avant, 3e corde et coin du ring).
- Créer une Entrée : Ce mode permet de créer une entrée pour une Superstar ou une Diva
- Créer un Scénario : Ce mode permet de créer sa propre histoire en choisissant ses propres actions
- Créer une Liste de coups : Ce mode permet de modifier tous les coups d'une Superstar ou d'une Diva
- Créer une Arène : Déjà présent dans WWE'12, il a été perfectionné: en effet, il est désormais possible de choisir le design de la scène (parmi 20 modèles), le public (actuel ou Attitude Era) et l'arène (Petite, normale, grande, extérieur ou avec un toit ouvert). On peut, après avoir modifié les rampes ainsi que le ring et les plateformes d'entrées des catcheurs, créer des Titantrons personnalisables (au design de ceux de la WWE du passé et du présent). Toute arène possède son logo, comme celui de SmackDown! à l'origine, et bien évidemment celui de Raw is War également, qui sont tous modifiables[18]. Ce mode n'est pas disponible sur la Wii.
- Créer un Titantron :  Mode déjà présent dans WWE'12, il permet de créer ses propres vidéos d'entrées pour les catcheurs créés. Ce mode n'est pas disponible sur la Wii.
- Championship Editor :  Ce mode permet au joueur de créer sa propre ceinture de championnat(à partir d'une autre) , ou d'en modifier une déjà existante, et de lui donner le nom qu'il souhaite.
- photos de quelques  arènes pouvant être modifié dans WWE 13 .

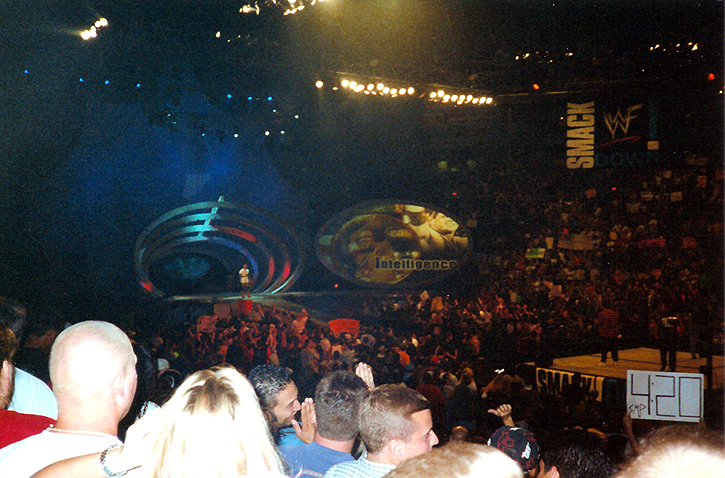
Smackdown! era attitude 1999-2001.
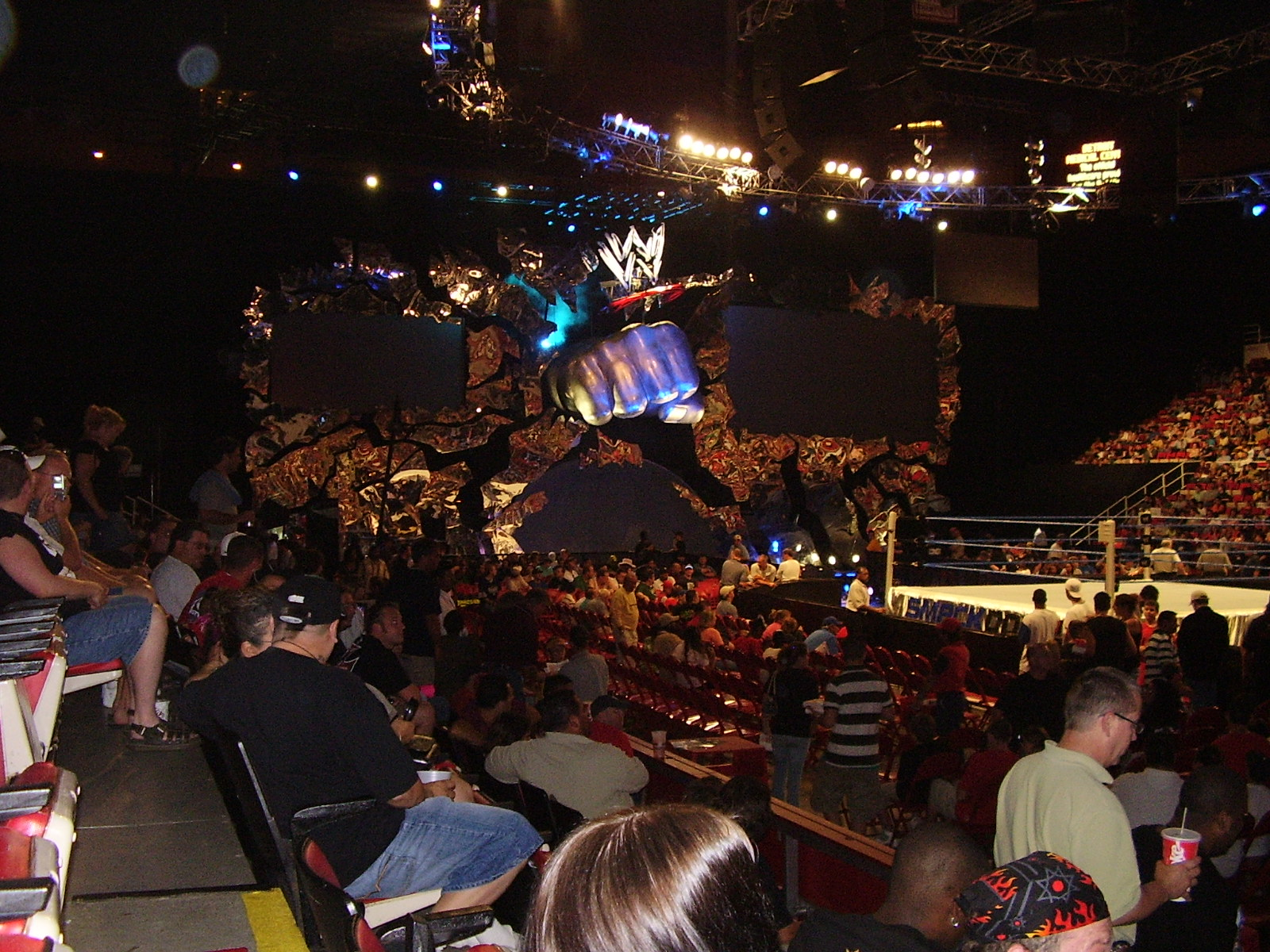
Smackdown ! 2002-2008.
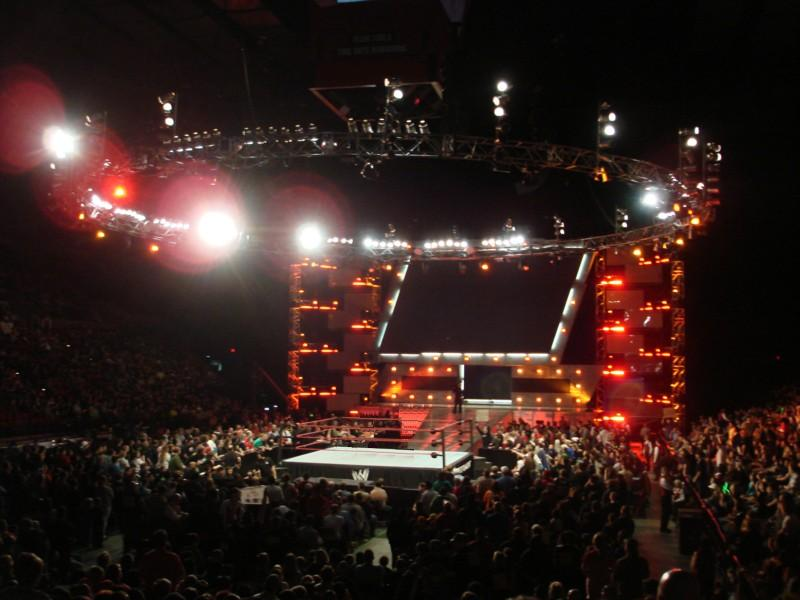
RAW 2006-2008.
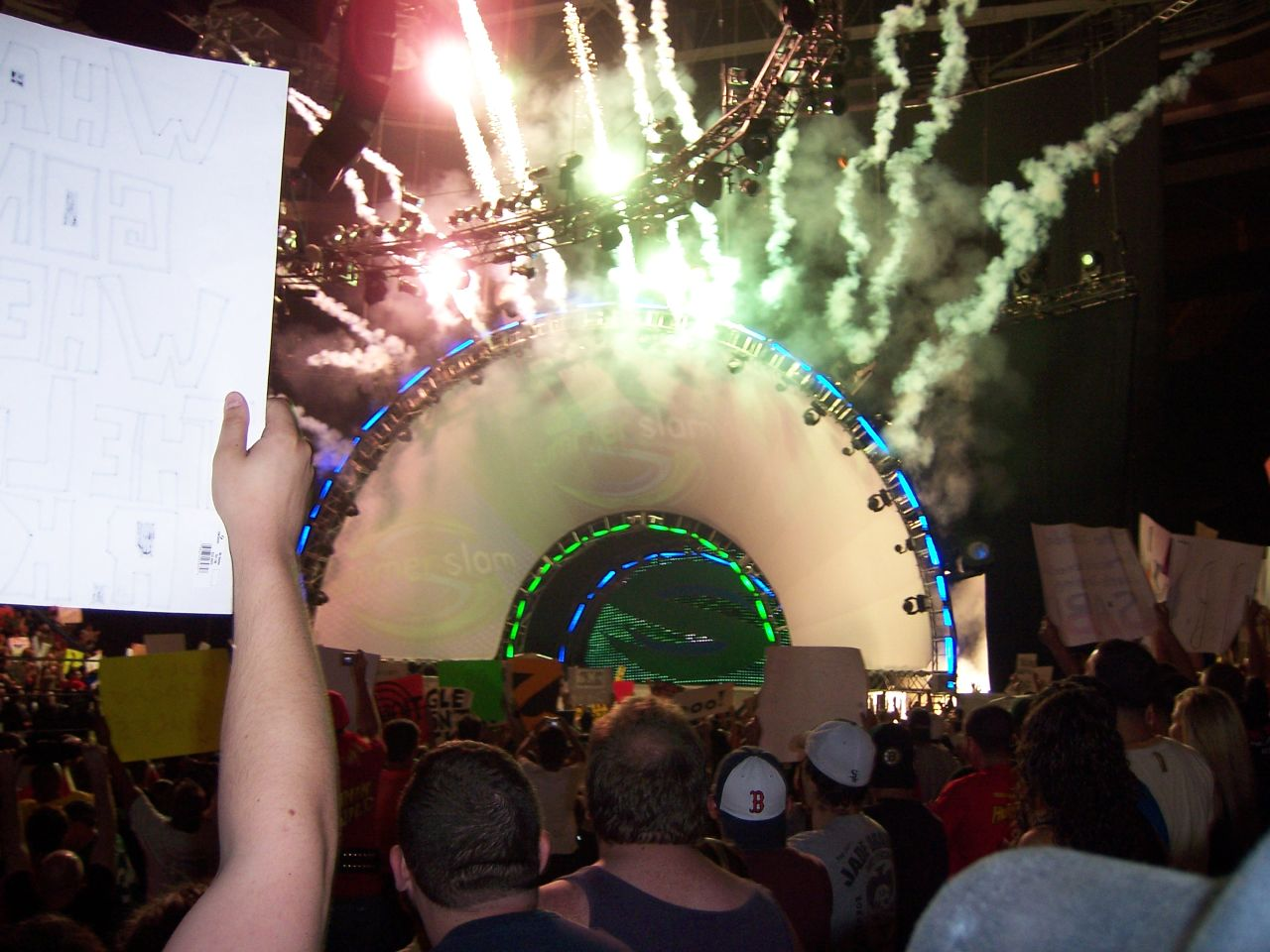
SummerSlam 2004

## Show & PPV
Sources (sauf mention contraire) : SmackDownHotel.